# Leonora (Paër)
Leonora ossia L’amor conjugale ist eine Oper (Originalbezeichnung: „Fatto storico“) von Ferdinando Paër aus dem Jahr 1804. Ihr liegt die gleiche Handlung zu Grunde wie die 1798 in Paris entstandene Oper Léonore, ou L’amour conjugal (Libretto: Jean Nicolas Bouilly, Musik: Pierre Gaveaux).

## Handlung

### Erster Akt
Da Florestano versucht hat, die düsteren politischen Machenschaften des Gouverneurs Pizarro aufzudecken, wurde er von diesem in den Kerker eines spanischen Gefängnisses geworfen, wo er inzwischen seit zwei Jahren schmachtet. Während viele den spurlos Verschwundenen bereits für tot halten, glaubt seine Gattin Leonore fest daran, dass er gefangen gehalten wird und noch am Leben ist.
Es gelingt ihr – unter dem Namen „Fedele“ als Mann verkleidet – in dem Gefängnis, wo sie Florestano vermutet, eine Anstellung als Gehilfe des Kerkermeisters Rocco zu erhalten. Roccos Tochter Marcellina hat sich in „Fedele“ verliebt, und deshalb für ihren Verehrer Giachino nichts mehr übrig.
Leonora alias Fedele arbeitet hart, um Roccos Gunst zu gewinnen, was ihm auch gelingt. Der Gefängniswärter sieht in ihm den künftigen Schwiegersohn und erlaubt ihm, ihn bei der Versorgung der politischen Gefangenen zu begleiten. Dort ist einer, dessen Name Rocco nicht kennt, von dem er aber weiß, dass er den Hungertod sterben soll.
Pizarro entnimmt der eingegangenen Post, dass der Minister erfahren hat, er halte illegal Personen in Haft. Besonders muss er Don Fernandos Zorn wegen Florestanos Inhaftierung fürchten und beschließt, den verhassten Feind in der nächsten Stunde zu töten. Ein Trompeter soll Ausschau halten und beim Herannahen des Ministers Signal blasen.

### Zweiter Akt
Im Kerker beklagt Florestano sein Schicksal und sinkt erschöpft zu Boden. Als Rocco und Leonora den Kerker betreten, entdeckt Leonora den Bewusstlosen, kann ihn aber in der Dunkelheit nicht erkennen. Zusammen mit Rocco beginnt sie einen verschütteten Brunnen, in dem Florestano sein Grab finden soll, freizuschaufeln. Als der Gefangene um Wasser bittet, erkennt Leonora ihren Gatten an der Stimme.
Ein Maskierter tritt ein und will Florestano töten, doch Leonora wirft sich dazwischen und fleht Rocco um Hilfe an. Der Mörder demaskiert sich: es ist Pizarro. Er befiehlt Rocco ihm zu helfen, Florestano und Leonora zu trennen. Leonora zieht eine Pistole, vor der Pizarro jedoch nicht zurückschreckt, sondern mit gesteigerter Wut erneut mit dem Dolch auf Florestano eindringt. Im Moment höchster Not erklingt das Trompetensignal, das die Ankunft des Ministers ankündigt. Pizarro und Rocco eilen davon und schließen die Kerkertür.
Plötzlich erscheint Marcellina im Kerker, auf der Suche nach ihrem geliebten Fedele. Der bittet sie, Don Fernando zu holen. Nach bangen Minuten erscheint dieser mit seinem Gefolge, erkennt den Freund und befreit ihn. Pizarro wird verhaftet und in Fesseln gelegt. Rocco versichert, dass er nur zum Schein auf die Wünsche des früheren Gouverneurs einging. Marcellinas Enttäuschung wird dadurch gemildert, dass ihr Leonore eine schöne Mitgift verspricht, und Giachino darf neue Hoffnung schöpfen.

## Orchester
Die Orchesterbesetzung der Oper enthält die folgenden Instrumente:
- Holzbläser: zwei Flöten, zwei Oboen, Englischhorn, zwei Klarinetten, Fagott
- Blechbläser: zwei Hörner, zwei Trompeten
- Pauken
- Streicher
- Basso continuo

## Werkgeschichte

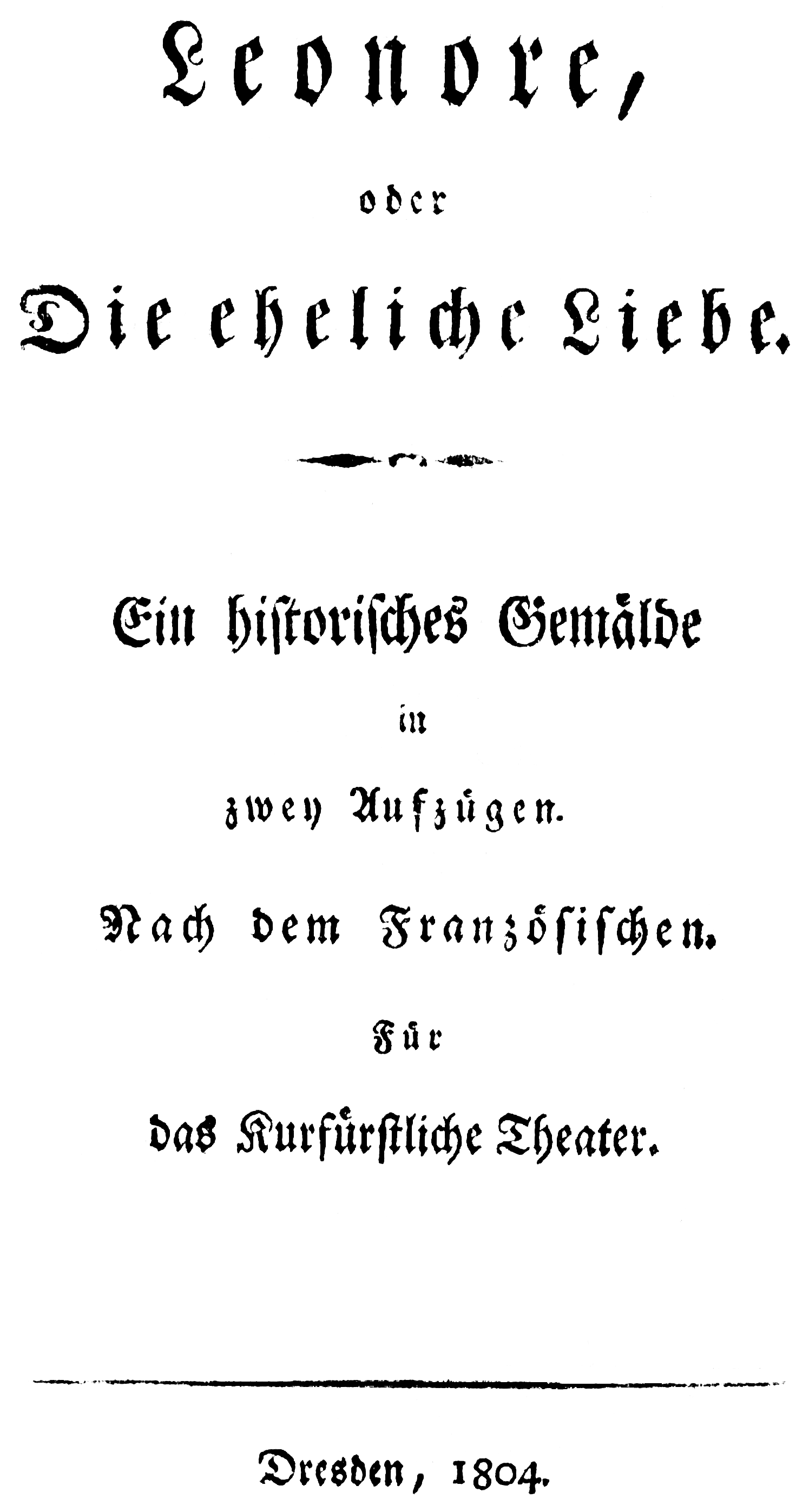
Deutsches Titelblatt des Librettos, Dresden 1804

Die Uraufführung erfolgte am 3. Oktober 1804 in Dresden im kleinen kurfürstlichen Theater (Morettisches Opernhaus), und zwar in italienischer Sprache. Die Hauptrollen verkörperten Francesca Riccardi-Paër (Leonora), Antonio Peregrino Benelli (Florestano) und Charlotte Häser (Marzelline).
Das zur Uraufführung erschienene italienische Textbuch nennt keinen Autor und enthält zusätzlich eine anonyme deutsche Übersetzung. Sie ist wie das Original in Versen angelegt und wurde auch für deutschsprachige Aufführungen der Oper verwendet, so für die Berliner Erstaufführung am 11. Juli 1810 und für die Münchner Erstaufführung 1813. Bei beiden wird Friedrich Rochlitz als Autor angegeben. Möglicherweise ist auch Paërs Originallibretto ein Werk von Rochlitz. Richard Engländer vermutete, das Libretto stamme von dem Sänger Giacomo Cinti, da er kontraktgemäß für die Überarbeitung von Texten für die italienische Oper verpflichtet war. Von Cinti sind jedoch keine literarischen Arbeiten bekannt, lediglich eine Übersetzung von Haydns Oratorium Die Jahreszeiten ins Italienische. Paërs Libretto unterscheidet sich jedoch in vielen Punkten von demjenigen Gaveaux’ und ist weit mehr als eine bloße Übersetzung.
Es ist schon früh bemerkt worden, dass Beethovens im Januar 1804 begonnene Oper Fidelio, die am 20. November 1805 zur Uraufführung gelangte, auf dem gleichen Stoff beruht. Umstritten ist, ob und inwieweit Beethoven durch Paërs Oper inspiriert wurde.
Klaus Martin Kopitz meint, dass Beethoven zumindest Paërs Libretto in der deutschen Fassung von Friedrich Rochlitz kannte bzw. dieses sogar die Anregung für seine eigene Oper darstellte. Das ergibt sich aus Beethovens Brief an Rochlitz vom 4. Januar 1804, in dem er Rochlitz mitteilt, er würde jetzt mit der Komposition des Leonore-Stoffs beginnen. Die Adresse auf diesem Brief stammt nach einem Handschriftenvergleich von Therese von Zandt, einer Mitarbeiterin der von Rochlitz redigierten Allgemeinen musikalischen Zeitung. Kopitz weist außerdem darauf hin, dass das Verhältnis zwischen Beethoven und Rochlitz in den folgenden Jahren sehr angespannt war.
Bemerkenswert ist zudem, dass Paërs Oper am 25. März 1806 eine private Aufführung im Wiener Palais des Fürsten Joseph Lobkowitz erlebte, bei der Louise Müller die Titelpartie verkörperte – die Marzelline der ersten Aufführungen von Beethovens Fidelio. Dies belegt eine Notiz im Tagebuch des Grafen Karl von Zinzendorf, außerdem ein Bericht im Journal des Luxus und der Moden. Da Lobkowitz zu den Gönnern von Paër gehörte, aber auch einer der wichtigsten Mäzene Beethovens war, steht es außer Frage, dass Beethoven diese Wiener Erstaufführung von Paërs Leonora miterlebt hat. Hinzu kommt, dass sie vier Tage vor der Premiere der überarbeiteten Fassung des Fidelio stattfand, die am 29. März 1806 im Theater an der Wien erfolgte. Lobkowitz wollte offenbar wissen, worin sich Beethovens Oper von derjenigen Paërs unterschied. Dass Beethoven Paërs Oper kannte, beweist auch eine in seinem Nachlass gefundene Partitur.
Die öffentliche Wiener Erstaufführung von Paërs Leonora fand erst am 8. Februar 1809 im Kärntnertor-Theater statt. Die Aufführung erfolgte in deutscher Sprache, ebenfalls in der Fassung von Friedrich Rochlitz. Die Hauptrollen verkörperten Cathinka Buchwieser (Leonore/Fidelio), Julius Radichi (Florestano) und Marianne Auernhammer (Marzelline).

## Erstausgabe
Paërs Oper erschien erstmals 1806 im Leipziger Verlag Breitkopf & Härtel in Form eines Klavierauszugs von August Eberhard Müller, der die Ouvertüre und einzelne Gesänge enthält. Die unterlegten Texte sind italienisch und deutsch, beides anonym.

## Einspielungen (Auswahl)
- Peter Maag mit dem Symphonieorchester des Bayerischen Rundfunks, Ursula Koszut (Leonora), Siegfried Jerusalem (Florestano), Giorgio Tadeo (Rocco), Edita Gruberová (Marcellina), Wolfgang Brendel (Giacchino), Norbert Orth (Don Pizarro), John van Kesteren (Don Fernando), London Records, 1979
- Aufnahme: 5. bis 11. August 2020, Innsbrucker Festwochen der Alten Musik, Erstaufführung auf der Grundlage der historisch-kritischen Neuausgabe von Christian Seidenberg, Alessandro De Marchi mit dem Innsbrucker Festwochenorchester, Eleonora Bellocci (Leonora), Paolo Fanale (Florestano), Renato Girolami (Rocco), Marie Lys (Marcellina), Luigi De Donato (Giacchino), Carlo Allemano (Don Pizarro), Krešimir Špicer (Don Fernando), cpo, 2021